# 1931-es jégkorong-világbajnokság (keretek)
Az 1931-es jégkorong-világbajnokságot február 1. és február 8. között rendezték lengyelországi Krynica-Zdrójban. Hivatalosan az 5. jégkorong-világbajnokság volt. A tornát a kanadai csapat nyerte.

## Keretek

### Ausztria
- Herbert Brück
- Fritz Demmer
- Jacques Dietrichstein
- Anton Emhardt
- Josef Göbl
- Bruno Kahane
- Karl Kirchberger
- Ulli Lederer
- Walter Sell
- Hans Tatzer
- Hans Trauttenberg
- Hermann Weiß
- edző: Hans Weinberger

### Csehszlovákia
- Wolfgang Dorasil
- Wilhelm Heinz
- Karel Hromádka
- Josef Král
- Josef Maleček
- Jan Peka
- Zbynek Petrs
- Jaroslav Pušbauer
- Jaroslav Řezáč
- Bohumil Steigenhöfer
- Tomáš Švihovec
- Jiří Tožička

### Egyesült Államok
- Edwin Frazier
- Edward Dagnioni
- Robert Elliott
- Osborne Anderson
- Francis Nelson
- Charles Ramsay
- Laurance Sanford
- Dwight Shefler
- Gordon Smith
- Richard Thayer
- edző: Walter A. Brown

### Franciaország
- André Charlet
- Marcial Couvert
- Raoul Couvert
- Michel Delesalle
- Jean-Pierre Hagnauer
- Albert Hassler
- Jacques Lacarrière
- Philippe Lefébure
- François Mautin
- Charles Michaelis
- Auguste Mollard
- Jacques Morisson
- Charles Munz
- Léon Quaglia
- Gérard Simond
- Michel Tournier

### Kanada
- George Garbutt
- George Hill
- Gordon MacKenzie
- Sammy McCallum
- Ward McVey
- Frank Morris
- Jack Pidcock
- Art Puttee
- Blake Watson
- Guy Williamson

### Lengyelország
- Jan Hemmerling
- Tadeusz Sachs
- Józef Stogowski
- Tadeusz Adamowski
- Jozef Godlewski
- Aleksander Kowalski
- Włodzimierz Krygier
- Lucjan Kulej
- Kazimierz Materski
- Roman Sabiński
- Kazimierz Sokołowski
- Karol Szenajch
- Aleksander Tupalski
- edző:Harold Farlow

### Magyarország
- Barna Frigyes
- Benyovits István
- Bethlen István
- Bikár Deján
- Blazejovsky László
- Jeney Zoltán
- Lator Géza
- Miklós Sándor
- Minder Sándor
- Monostori Ferenc
- Weiner Béla
- edző: Minder Frigyes

### Nagy-Britannia
- H. W. Bushell
- Brian Carr-Harris
- Carl Erhardt
- Norman Grace
- Herbert Little
- John Magwood
- Neville Melland
- H. G. Parker
- Keith Thompson
- David Turnbull
- Clarence Wedgewood

### Románia
- Riri Aslan
- Alexandru Botez
- Dan Bratianu
- Constantin Cantacuzino
- Dumitru Danielopol
- Ion Doczi
- Henry Frischlander
- Petre Grant
- Serban Grant
- Josef Jerecinsky
- Nicu Polizu

### Svédország
- Carl Abrahamsson
- Thore Andersson-Dettner
- Emil Bergman
- Tage Broberg
- Gustaf Johansson
- Bertil Linde
- Erik Lindgren
- Sigfrid Öberg
- Robert Pettersson
- Emil Rundqvist
- Kurt Sucksdorff
- edző: Viking Harbom